# Porcher Island

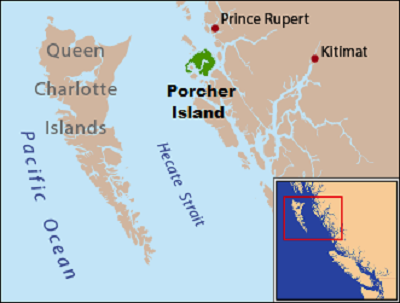
Kaart met Porcher Island

Porcher Island is een eiland in het westen van Brits-Columbia in Canada.

## Geografie
Het eiland heeft een oppervlakte van 520 vierkante kilometer en is daarmee het achtste grootste kusteiland van Brits-Columbia. De noordpunt van het eiland ligt 24 kilometer ten zuidwesten van de havenstad Prince Rupert en 70 kilometer ten zuiden van het meest zuidelijke deel van de Alaska Panhandle. Het eiland ligt voor de monding van de Skeena in het zuiden van de Chatham Sound. Ten noordoosten ligt de Malacca Passage, ten oosten de Arthur Passage, ten zuidoosten het Ogden Channel. Ten oosten, zuiden en zuidwesten wordt het eiland omgeven door ondiepere wateren. Ten westen van het eiland ligt het noordelijk uiteinde van de Hecate Strait. Ten noordwesten liggen Prescott Island (aan de overzijde van de Edye Passage) en Stephens Island, ten zuidoosten Pitt Island en ten zuiden McCauley Island. Tussen Porcher Island en het zuidelijker gelegen kleine eilanden Goschen Island, Dolphin Island en Spicer Island ligt het Kitkatla Channel. In het oosten sluit het Kitkatla Channel aan op het vanuit het noorden komende Ogden Channel en vanuit oosten komende Petrel Channel.
Porcher Island wordt bijna in tweeën gedeeld vanaf het zuiden door de Porcher Inlet, een lang, smal kanaal dat 13,7 kilometer het binnenland van het eiland indringt, voordat het uitmondt in een zoutlagune aan de voet van de Spiller Range. Oval Bay, aan de westelijke rand van het eiland, heeft een 5 kilometer lang zandstrand, dat is blootgesteld aan de felle zuidoostelijke winden die regelmatig door de Hecate Strait razen. Het binnenland van het eiland is heuvelachtig, Egeria Mountain, ten zuidoosten van Porcher Inlet, is de hoogste en reikt tot 888 meter terwijl de Bell Range domineert in het noordwesten.
De wateren rond het eiland liggen in de mariene ecoregio Noord-Amerikaans Pacifisch Fjordland.

## Geschiedenis
Porcher Island, een deel van de territoria van de Gitxaala Nation, is vernoemd naar Edwin Augustus Porcher (1821-1878) van de Royal Navy, die diende als commandant van HMS Sparrowhawk op de marinebasis Esquimalt op Vancouver Island, van het voorjaar van 1865 totdat hij in het najaar van 1868 terugkeerde naar Engeland. Tijdens zijn dienst bij het North Pacific Squadron maakte commandant Porcher vier zomerreizen naar de noordkust van Brits-Columbia; in 1866, 1867 en twee keer in 1868. De route van de Inside Passage die de Sparrowhawk nam van Esquimalt naar de handelspost van de Hudson's Bay Company in Fort Simpson (het Tsimshian-dorp Lax Kw'alaams) zou vlak langs het eiland in de Chatham Sound zijn gegaan dat nu de naam van de commandant draagt.